# Федин, Фёдор Денисович
Фёдор Денисович Федин (1919—1944) — старшина Рабоче-крестьянской Красной Армии, участник Великой Отечественной войны, Герой Советского Союза (1943).

## Биография
Фёдор Федин родился в 1919 году в деревне Рябчи (ныне — Дубровский район Брянской области). После окончания четырёх классов школы работал сначала в колхозе, затем на деревообрабатывающем заводе. В 1939 году Федин был призван на службу в Рабоче-крестьянскую Красную Армию. С 1941 года — на фронтах Великой Отечественной войны.
К сентябрю 1943 года сержант Фёдор Федин был разведчиком 496-го отдельной разведроты 236-й стрелковой дивизии 46-й армии Степного фронта. Отличился во время битвы за Днепр. В ночь с 25 на 26 сентября 1943 года Федин одним из первых переправился через Днепр в районе села Сошиновка Верхнеднепровского района Днепропетровской области Украинской ССР и принял активное участие в боях за захват и удержание плацдарма на его западном берегу, лично уничтожив несколько вражеских солдат и захватив немецкий пулемёт.
Указом Президиума Верховного Совета СССР от 1 ноября 1943 года сержант Фёдор Федин был удостоен высокого звания Героя Советского Союза с вручением ордена Ленина и медали «Золотая Звезда».
19 октября 1944 года Федин погиб в бою.
Был также награждён орденом Красной Звезды и медалью.
Похоронен в Белграде (Сербия) на Кладбище освободителей Белграда.

## Галерея

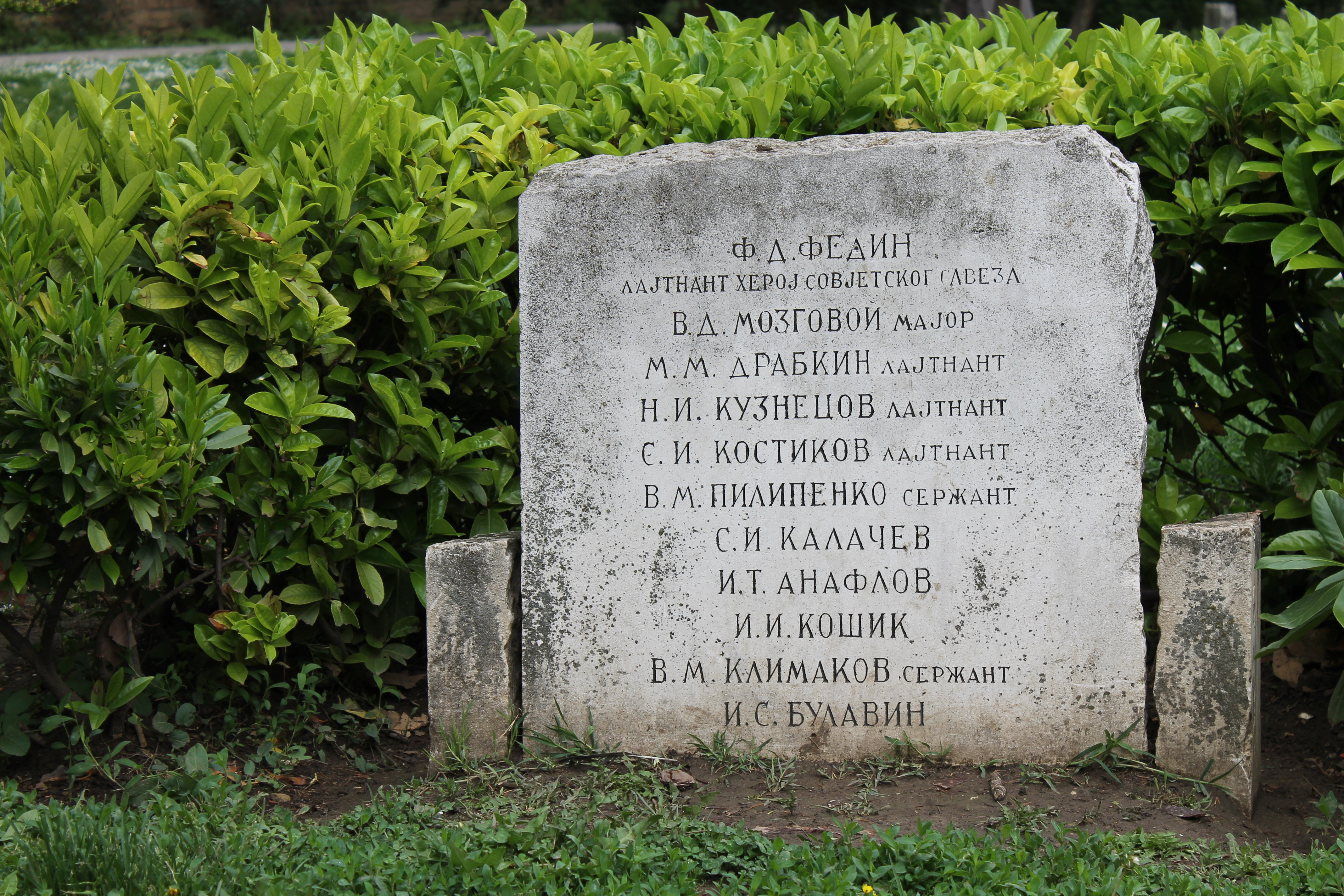
Могила в Белграде